# Darvoy
Darvoy település Franciaországban, Loiret megyében. Lakosainak száma 1905 fő (2022. január 1.). Darvoy Jargeau, Férolles és Sandillon községekkel határos.

## Népesség
A település népességének változása:
| Lakosok száma | 853  | 1476 | 1694 | 1834 | 1871 | 1880 | 1865 | 1864 | 1875 | 1905 |
|               | 1968 | 1982 | 1990 | 2006 | 2013 | 2015 | 2017 | 2019 | 2020 | 2022 |